# SkyEurope

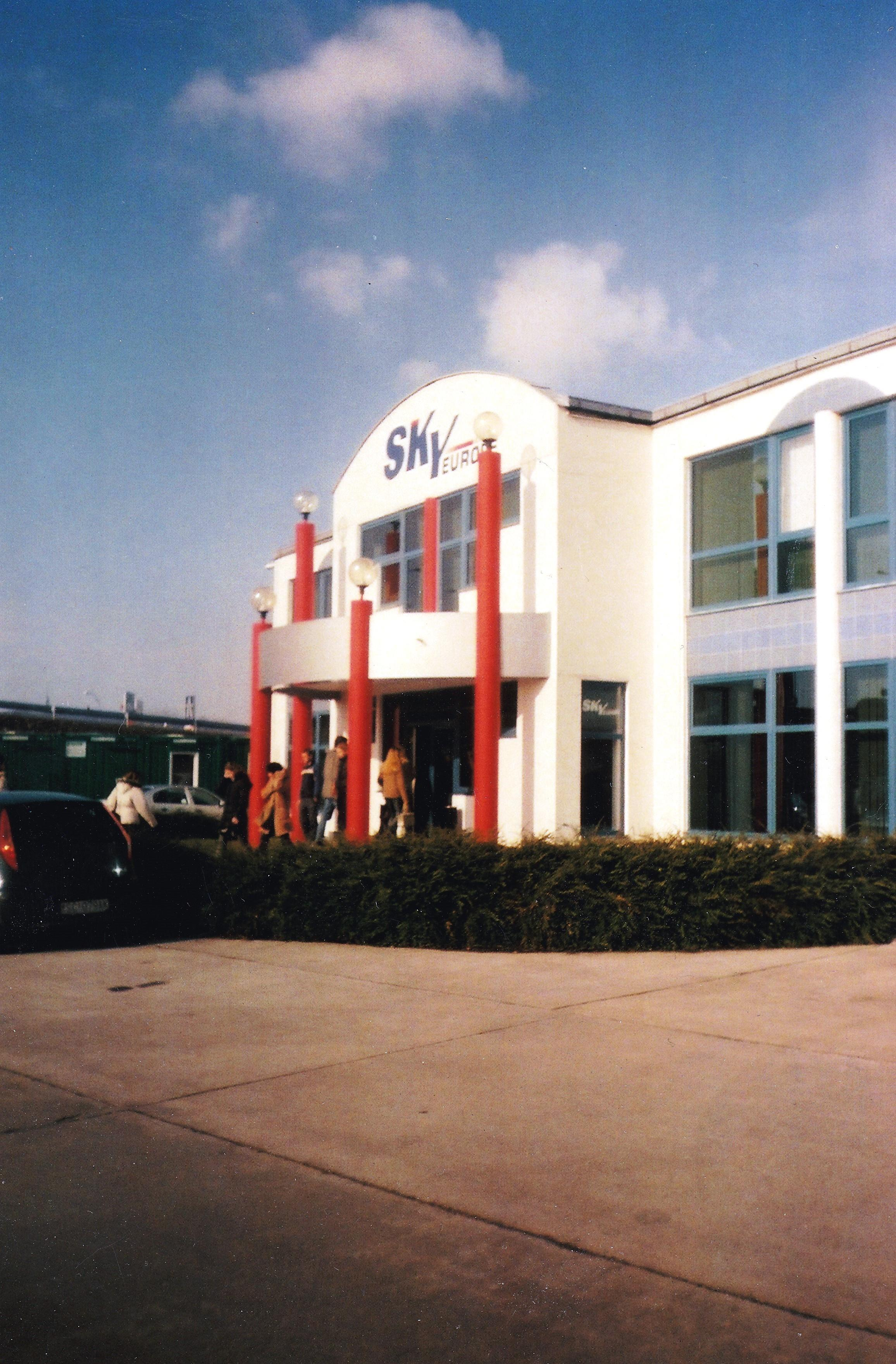
Sede de Sky Europe Airlines. Ivanska cesta, Bratislava (Eslovaquia)

SkyEurope Airlines era un compañía aérea de bajo coste con sede en Bratislava, con su base principal en M. R. Stefanik aeropuerto (BTS) en Bratislava, Eslovaquia, y otras bases en la Praga, Viena y Košice. 
Con bases en Austria, Eslovaquia y República Checa, que fue la primera compañía aérea con diferentes bases en Europa Central. La aerolínea operaba de corto recorrido regulares y chárter los servicios de pasajeros. 
Aunque en junio de 2009 anunció que, pese a la crisis, estaba en condiciones de recapitalizarse, el 31 de agosto de ese mismo año la compañía presentó declaración de quiebra voluntaria ante los tribunales de Bratislava y dejó inmediatamente de operar.

## Historia
SkyEurope fue creada en noviembre de 2001, y comenzó a funcionar el 13 de febrero de 2002 (vuelo nacional Bratislava-Košice operado con 30 asientos turbohélice Embraer 120 ER Brasilia). Fue fundada por los austríacos Alain Skowronek (Presidente) y Christian Mandl (Director Ejecutivo) y financiado por BERD, ABN-Amro y Unión Europea fondos. Aunque algunos criticaron la decisión a base de una línea aérea en Bratislava, Mandl vio el sentido de que las compañías aéreas de bajo coste están teniendo en Europa occidental y se prevé que va un paso más allá con un bajo coste en un país de bajo coste. Mandl y Skowronek eran conscientes de la zona de captación de la Aeropuerto de Bratislava. El aeropuerto se encuentra dentro de una hora en coche de Viena, Brno y Győr, que abarca una área de influencia de cuatro países: (Austria, Hungría, la República Checa y Eslovaquia).